# Rudi Carrell

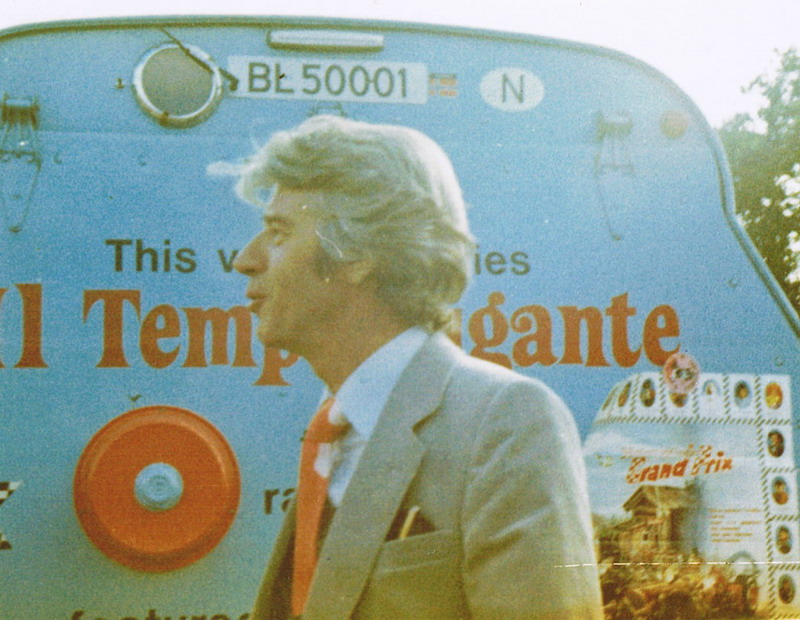
Rudi Carrell.

Rudi Carrell, egentligen Rudolf Wijbrand Kesselaar, född 19 december 1934 i Alkmaar, död 7 juli 2006 i Bremen var en nederländsk nöjespersonlighet, sångare och komiker.
Rudi Carrell föddes in i nöjesbranschen där fadern Andries Kesselaar var verksam under artistnamnet André Carrell. Rudi Carrell slog igenom med Rudi Carrell Show som började visas i nederländsk TV 1959. Han deltog för Nederländerna i Eurovision Song Contest 1960.
1965 följde den tyska versionen av hans TV-show och han blev en av Tysklands stora TV-personligheter via TV-program på Radio Bremen. Under 1970- och 1980-talet hade han stora framgångar med program som Rudis Tagesshow, Am laufenden Band och Die Rudi Carrell Show. 1975 hade Carrell en stora framgångar med låten Wann wird’s mal wieder richtig Sommer?.
2006 avled Rudi Carrell i cancer. Hans sista offentliga framträdande skedde i samband med galan Goldene Kamera i början av 2006 då han tilldelades Goldene Kamera für sein Lebenswerk och fick stående ovationer av publiken.

## Utmärkelser
Utmärkelser i urval.
- 1964 – Silverrosen vid Montreuxfestivalen för "Die Rudi Carrell-Show"
- 1970 – Silberner Bambi
- 1974 – Goldene Kamera: Publikens pris som bästa frågesportprogramledare ("Quizmaster")
- 1975 – Radio Luxemburgs lejon
- 1975 – Bambi
- 1975 – Bravo Otto i silver
- 1979 – Bambi
- 1980 – Bambi
- 1982 – Goldene Kamera för "Rudis Tagesshow"
- 1982 – Goldene Europa för "Rudis Tagesshow"
- 1984 – Pris som Europa bästa showmaster
- 1985 – Bundesverdienstkreuz
- 1987 – WDR:s hederspris
- 1988 – Karl-Valentin-Orden
- 1991 – Goldene Kamera:  Publikens pris som bästa programledare för en TV-show för "Die Rudi Carrell Show"
- 1998 – Bambi: Bästa TV-komedi för  "7 Tage, 7 Köpfe"
- 1999 – Goldener Gong: Bästa TV-komedi för "7 Tage, 7 Köpfe"
- 2001 – Deutscher Comedypreis: Hederspris för sitt livsverk
- 2001 – Orde van de Nederlandse Leeuw
- 2001 – Alexander-Graham-Bell-Medaille
- 2003 – Deutscher Fernsehpreis
- 2003 – Romy für sein Lebenswerk
- 2004 – Deutscher Comedypreis
- 2005 – Münchhausen-Preis
- 2006 – Goldene Kamera för sitt livsverk